# Franciszek Modl
Franciszek Modl, również Franz Modl (ros. Франц Августович Модль, ur. 18 października 1831 w Kaliszu, zm. 27 września 1893) – wojskowy, generał-major armii rosyjskiej.

## Życiorys
Urodził się w rodzinie ewangelickiej, jego ojcem był Ernest Johann August von Modl (1794-1860, używający imienia August), który w 1821 został pastorem parafii w Kaliszu i był nim aż do swej śmierci, a w 1828 został również superintendentem diecezji kaliskiej. Jego matką była Fryderyka z domu Scheider. Oboje rodzice są pochowani na cmentarzu ewangelickim w Kaliszu. 
Rodzeństwem Franciszka byli Alfred, który podobnie jak ojciec został pastorem, wpierw w Dąbiu, a następnie administratorem gminy ewangelickiej w Łodzi, oraz siostra Natalia (1850-1898), malarka. 
Franciszek Modl ukończył kaliskie gimnazjum, po czym rozpoczął służbę w armii rosyjskiej. W stopniu porucznika brał udział w wojnie krymskiej, podczas której został ranny. W służbie czynnej awansował do stopnia pułkownika. W 1890 roku przeszedł w stan spoczynku otrzymując jednocześnie awans na generała-majora. 
Zmarł 27 września 1893 i został pochowany na cmentarzu ewangelicko-augsburskim w Warszawie. Był wdowcem, miał jednego syna - był nim prawdopodobnie Wiktor Modl (ros. Вюtторъ Францевичъ Модль), wspomniany w "Księdze Pamiątkowej Guberni Piotrkowskiej na rok 1904" jako urzędnik w Łodzi.

## Odznaczenia
Był odznaczony rosyjskimi orderami św. Anny II klasy, św. Stanisława II i III klasy i św. Włodzimierza IV klasy oraz austriackim orderem Korony Żelaznej.